# Troy Taylor
Troy Jonathan Taylor (Fontana, California, 9 de septiembre de 2001), más conocido como Troy Taylor, es un jugador profesional estadounidense de béisbol que se desempeña en la posición de lanzador en Seattle Mariners, equipo de las Grandes Ligas de Béisbol (MLB).

## Carrera
En 2024, Taylor hizo su debut en la MLB con el equipo Seattle Mariners, donde lleva jugando una temporada.